# Jean IV de Sarrebruck-Commercy
Jean IV de Sarrebruck-Commercy, (? - 11 mars 1380/81), seigneur de Commercy-Château-Bas (Jean IV).

## Biographie

### Famille et fiefs
Fils de Simon Ier et de Marguerite de Savoie, il hérite du Comté de Sarrebruck (comte Jean II) situées en Allemagne ainsi qu'une portion de la seigneurie de Commercy dite la part de Sarrebruck ou le Château-Bas. À cette occasion il fait édifier un donjon, symbole de sa présence à Commercy bien qu'il n'y réside pas. 
Il épouse Gillette ou Gille ou Gisèle (? - vers 1360 ; fille de Pierre Ier de Bar (-le-Duc) sire de Pierrefort – fils benjamin du comte Thiébaut II de Bar et Jeanne de Toucy – et de Jeanne de Vienne ; sœur de Jeannette x Walram II de Deux-Ponts), de qui il a Jeanne de Sarrebruck ci-contre, qui poursuit les comtes de Sarrebruck.

### Carrière militaire
Il se rend homme-lige du roi dont il se fait remarquer : « Ce fut un preux et vaillant chevalier qui toujours hanta les armes avec le Roi et les Princes de France, et fit tant par ses glorieux actes qu'il gagna la grâce du Roi Jean et de Charles V, en toute grosse affaire il était un des principaux commis et députés, tant en fait d'armes que de police et de prudence. »
Guerrier et diplomate il participe, en 1346, à la bataille de Crécy, en 1356, à la bataille de Poitiers, puis est nommé président des comptes et grand bouteiller de France vers 1370.

## Sources
- Geneall, Jehann II, comte de Saarbrücken
- Fabpedigree, Johann II de Saarbruecken
- Roglo, Johann de Sarrebruck